# Machilus duthiei
Machilus duthiei är en lagerväxtart som beskrevs av George King och Joseph Dalton Hooker. Machilus duthiei ingår i släktet Machilus och familjen lagerväxter. Inga underarter finns listade i Catalogue of Life.